# Невеста с белыми волосами
«Невеста с белыми волосами» (иер. трад. 白髮魔女傳, упр. 白发魔女传, кант.-рус.: Пак фат мо нёй чюнь, англ. The Bride with White Hair) — гонконгская фэнтезийная драма 1993 года, режиссёр Ронни Ю. Главные роли в фильме исполнили Бриджит Линь, Лесли Чун, Френсис Нг и Ямми Нам. 
Картина получила шесть номинаций на 13-й Гонконгской кинопремии, одержав победу в трёх категориях. Также фильм получил одну награды Тайбэйского кинофестиваля  — "Золотая лошадь".

## Сюжет
Молодого воина Чжо Ихан (Лесли Чун) посылают уничтожить злой культ, которым управляет пара колдунов (Френсис Нг, Илэйн Луй). Остановить его должна их воспитанница Лиан Ничанг (Бриджит Линь). Но Чжо и Лиан влюбляются друг в друга.

## В ролях
- Бриджит Линь — Лиан Ничанг
- Лесли Чун — Чжо Ихан
- Френсис Нг — Джи Ушуан (мужчина)
- Илэйн Луй — Джи Ушуан (женщина)
- Лейла Тонг[англ.] — Джи Ушуан (ребёнок)
- Ямми Нам — Хэ Люйхуа
- Джозеф Ченг — Ю Синьчэн
- Эдди Ко[англ.] — У Саньгуй
- Ло Лок Лам — даос Байюнь
- Пау Фунг — даос Цзыян
- Джеффри Лау — школьный староста

## Сиквел
В 1993 году выходит сиквел «Невеста с белыми волосами 2» режиссёра Дэвида Ву.

## Награды и номинации
| Награды                     | Награды                             | Награды                                                 | Награды   |
| Кинопремия                  | Категория                           | Лауреат / претендент                                    | Результат |
| --------------------------- | ----------------------------------- | ------------------------------------------------------- | --------- |
| 13-я Гонконгская кинопремия | Лучшая операторская работа          | Питер Пау                                               | Победа    |
| 13-я Гонконгская кинопремия | Лучшая работа художника             | Эдди Ма, Син-Йиу Чунг, Эми Вада                         | Победа    |
| 13-я Гонконгская кинопремия | Лучший монтаж                       | Дэвид У                                                 | Номинация |
| 13-я Гонконгская кинопремия | Лучшая работа художника по костюмам | Эми Вада, Денни Чанг                                    | Победа    |
| 13-я Гонконгская кинопремия | Лучшая музыка                       | Ричард Юэнь                                             | Номинация |
| 13-я Гонконгская кинопремия | Лучшая песня                        | Композитор/исполнитель: Лесли Чун • Текст песни: Лин Си | Номинация |
| 30-я Золотая лошадь         | Лучший адаптированный сценарий      | Дэвид У, Ронни Юй, Лам Ки-То, Лам Ки-То, Эльза Тан      | Победа    |
| 30-я Золотая лошадь         | Лучшая операторская работа          | Питер Пау                                               | Номинация |
| 30-я Золотая лошадь         | Лучшая работа художника             | Эдди Ма, Син-Йиу Чунг, Эми Вада                         | Номинация |
| 30-я Золотая лошадь         | Лучшая песня                        | Композитор/исполнитель: Лесли Чун • Текст песни: Лин Си | Номинация |